# 陶振宇
陶振宇（1927年—2000年），男，湖南衡阳人，中国岩土工程专家，曾任武汉水利电力学院教授、博士生导师。